# Tragedia y esperanza
Tragedia y esperanza: una historia del mundo en nuestro tiempo es una obra de historia escrita por el exprofesor e historiador de la Universidad de Georgetown Carroll Quigley. El libro cubre el período de aproximadamente 1880 a 1963 y es de naturaleza multidisciplinaria, aunque quizás se centra en los problemas económicos provocados por la Primera Guerra Mundial y el impacto que estos tuvieron en los eventos posteriores. Si bien tiene un alcance global, el libro se centra en la  civilización occidental. Está escrito desde una perspectiva eurocéntrica.
El libro ha atraído la atención de los interesados en la geopolítica debido a la afirmación de Quigley de que una sociedad secreta inicialmente dirigida por Cecil Rhodes, Alfred Milner y otros que tuvieron una influencia considerable sobre la política exterior británica y estadounidense en la primera mitad del siglo XX. De 1909 a 1913, Milner organizó el anillo exterior de esta sociedad como los grupos semisecretos de mesa redonda.
El libro está escrito sobre la base de archivos del Consejo de Relaciones Exteriores.